# جوائز موسيقى هوليوود في وسائل الإعلام
جوائز هوليوود للموسيقى في وسائل الإعلام ( HMMA ) (بالإنجليزية: Hollywood Music In Media)‏ هي منظمة جوائز لتكريم الموسيقى الأصلية (الأغنية والنوتة الموسيقية) بجميع أشكال الوسائط المرئية بما في ذلك الأفلام والتلفزيون وألعاب الفيديو والمقطورات والإعلانات التجارية والأفلام الوثائقية ومقاطع الفيديو الموسيقية والبرامج الخاصة.  وتعتبر من اهم جوائز الموسيقي العالمية الان.
كانت HMMA أول من أدرج الإشراف الموسيقي المتميز كفئات جائزة مميزة، ويتميز الحدث الرئيسي السنوي لـ HMMA، الذي يُعقد في الأسبوع السابق لعيد الشكر، بعروض موسيقية حية ومقدمي المشاهير وتكريم أيقونات صناعة الموسيقى وجوائز للملحنين وكتاب الأغاني والفنانين.  وتم الإعلان عن الحدث الرئيسي السنوي للجائزة، والذي يقام في الأسبوع السابق لعيد الشكر، ويتميز بعروض موسيقية حية ومقدمين مشهورين، وتكريم لأيقونات صناعة الموسيقى وجوائز للملحنين وكتاب الأغاني وفناني الأداء. تم الإعلان عن الفائزين لعام 2023 في 15 نوفمبر .
كانت جوائز هوليوود للموسيقى المستقلة (HIMA) تحتفي في السابق بالفنانين المستقلين الناشئين لمساهماتهم الإبداعية والمبتكرة في فئات الأنواع. والآن أصبحت جوائز هوليوود للموسيقى المستقلة (HIMA) امتدادًا لجوائز هوليوود للموسيقى المستقلة، حيث تكرم الفنانين المستقلين والملحنين وكتاب الأغاني وشركات التسجيل ومحترفي التسجيل الفني في جميع أنحاء العالم لمساهماتهم الإبداعية في الموسيقى المستقلة
احتفلت الجائزة سابقًا بالفنانين المستقلين والناشئين لمساهماتهم الإبداعية والمبتكرة في فئات الأنواع. 